# Cristian, Brașov
Cristian là một xã thuộc hạt Brașov, România. Dân số thời điểm năm 2002 là 3952 người.